# Medalistki mistrzostw Polski seniorów w biegu na 100 kilometrów
Medalistki mistrzostw Polski seniorów w biegu na 100 kilometrów – zdobywczynie medali seniorskich mistrzostw Polski w konkurencji biegu na 100 kilometrów.
Bieg na 100 kilometrów kobiet w randze mistrzostw Polski rozgrywany jest od 2010 roku.

## Medalistki
| NR – rekord kraju \| PB – rekord życiowy \| SB – najlepszy wynik w sezonie \| NL – najlepszy wynik w polskich tabelach w sezonie |

| Mistrzostwa    | 1. miejsce                           | Rezultat | 2. miejsce                                    | Rezultat | 3. miejsce                                      | Rezultat |
| Blizanów 2010  | Aleksandra Niwińska AZS AWF Katowice | 9:42.23  | Agnieszka Mizera AZS AWF Katowice             | 11:15.16 | Barbara Muzyka KB Arturówek Łódź                | 11:54.20 |
| Blizanów 2017  | Małgorzata Pazda-Pozorska AML Słupsk | 8:31.05  | Monika Biegasiewicz MKL Szczecin              | 8:40.39  | Małgorzata Karkoszka UKS Orzeł Dobryszyce       | 11:00.13 |
| Warszawa 2018  | Małgorzata Pazda-Pozorska AML Słupsk | 8:05.38  | Patrycja Bereznowska AZS AWF Katowice         | 8:10.31  | Joanna Lorenc KS Endorfiny Wąsosz               | 8:24.37  |
| Pabianice 2019 | Paulina Janik MKL 12 Jelenia Góra    | 8:08.58  | Wioletta Paduszyńska Biegam Bo Lubię Warszawa | 8:36.29  | Joanna Lorenc KS Endorfiny Wąsosz               | 8:53.26  |
| Pabianice 2020 | Dominika Stelmach RK Athletics       | 7:04.36  | Magdalena Ziółek Olej Running Team            | 8:23.30  | Milena Grabska-Grzegorczyk UKS Azymut Pabianice | 8:31.07  |
| Pabianice 2021 | Adrianna Czyżowska Resovia Rzeszów   | 8:58.36  | Hanna Nejfeld Wieliszew Heron Team            | 9:32.15  | Karolina Romańska Biegacze Świnoujście          | 10:14.53 |

## Klasyfikacja medalowa
W historii mistrzostw Polski seniorów na podium tej imprezy stanęło w sumie 16 zawodniczek, a tytuły mistrzyni kraju zdobywało 5 zawodniczek.
| Lp. | Zawodnik                   | Złoto | Srebro | Brąz | Razem |
| 1.  | Małgorzata Pazda-Pozorska  | 2     | 0      | 0    | 2     |
| 2.  | Aleksandra Niwińska        | 1     | 0      | 0    | 1     |
| 3.  | Paulina Janik              | 1     | 0      | 0    | 1     |
| 4.  | Dominika Stelmach          | 1     | 0      | 0    | 1     |
| 5.  | Adrianna Czyżowska         | 1     | 0      | 0    | 1     |
| 6.  | Agnieszka Mizera           | 0     | 1      | 0    | 1     |
| 7.  | Monika Biegasiewicz        | 0     | 1      | 0    | 1     |
| 8.  | Patrycja Bereznowska       | 0     | 1      | 0    | 1     |
| 9.  | Wioletta Paduszyńska       | 0     | 1      | 0    | 1     |
| 10. | Magdalena Ziółek           | 0     | 1      | 0    | 1     |
| 11. | Hanna Nejfeld              | 0     | 1      | 0    | 1     |
| 12. | Joanna Lorenc              | 0     | 0      | 2    | 2     |
| 13. | Barbara Muzyka             | 0     | 0      | 1    | 1     |
| 14. | Małgorzata Karkoszka       | 0     | 0      | 1    | 1     |
| 15. | Milena Grabska-Grzegorczyk | 0     | 0      | 1    | 1     |
| 16. | Karolina Romańska          | 0     | 0      | 1    | 1     |